# Чжоу Вэньдэ
Чжо́у Вэньдэ́ (кит. упр. 周文德, пиньинь Zhōu Wéndé; англ. Wen Te Chow); 7 октября 1919 — 30 июля 1981), — китайский и американский учёный, известный в мире гидролог и инженер, признанный за вклад в развитие гидрологии управления водными ресурсами.
Чжоу Вэньдэ получил диплом бакалавра гражданской инженерии в Национальном университете Цзяотун (國立交通大學) в Тайване 1940 года. С 1948 года жил в США, получил диплом магистра — в Университете штата Пенсильвания (США) 1948 года, и степень Phd. D. по гидравлической инженерии Иллинойсского университета в 1950 году. Был профессором Иллинойсского университета в Урбана-Шампейне.
Профессор Чжоу Вэньдэ был основателем и первым президентом Международной ассоциации водных ресурсов (International Water Resources Association, IWRA). Последние 37 лет ассоциация активно способствует устойчивому управлению водными ресурсами по всему миру и стала одной из самых влиятельных организаций в области воды. В честь Чжоу Вэньдэ ассоциация учредила престижную награду его имени — IWRA Ven Te Chow Memorial Award. Человек, который получает награду, читает лекцию во время Всемирного Водного Конгресса, который проходит раз в три года.
Основной вклад профессора Чжоу Вэньдэ заключается в системном анализе водных ресурсов, исследованиях стохастической гидрологии, водозаборной динамики воды и городского дренажа и тому подобное. Также он занимался вопросами речной гидравлики, структуры грунтовых вод. При поддержке Национального научного фонда США, он создал водозаборной гидрологическую лабораторию моделирования, имела целью выявлять изменения в распределении осадков, а также искусственный слив для изучения децентрализованной гидродинамической модели. Среди других его научных интересов — создание и изучение работы дискретной дифференциальной модели динамического программирования для оптимизации системы водоснабжения удобным и практичным методом。
Профессор Чжоу Вэньдэ является автором и редактором многих книг популярных учебников по гидрологии. В целом в области гидрологии и водных ресурсов ему принадлежит 218 научных работ

## Работы
- Ven Te Chow (1959). Open-channel hydraulics. McGraw-Hill. OCLC 4010975.